# 光明胡同
光明胡同，是位于北京市西城区中部的胡同。

## 简介
光明胡同原先为南北走向，南到东红门胡同，北到西安门大街，全长471米，平均宽5米。清朝称光明殿胡同，简称光明殿，因为皇家道观大光明殿在其西侧而得名。1965年改称光明胡同。《京师坊巷志稿》卷上引《明世宗实录》：“大光明殿明嘉靖三十六年（1557年）建，内奉玉皇。”如今大光明殿已无存，其址为国家机关事务管理局所在地。1980年代到1990年代，光明胡同两侧槐树成荫并有花坛，是北京市花园式街道。过去的光明胡同45号为作家刘绍棠故居。
东红门胡同呈“厂”字形，东到府右街，西到光明胡同，南端不通行。全长54米，平均宽4米。清朝泛称红门，以官署之门而得名。中华民国时期析为东、西、南三条胡同，该胡同在东，故称东红门（其他两条即后来的西红门胡同、南红门胡同）。1965年定名东红门胡同。
2010年，在北京市西城区进行西城旧城保护和居民住房改善工程项目一区至四区拆迁建设，东红门胡同被拆迁。此后光明胡同将东红门胡同剩余部分并入，新的光明胡同北到西安门大街，南到原东红门胡同西口处向东，东到府右街。